# Evangelisk-kristelig Psalmebog til Brug ved Kirke- og Huus-Andagt
Evangelisk-kristelig Psalmebog til Brug ved Kirke- og Huus-Andagt er en dansk salmebog som blev udgivet og autoriseret i 1798. 
Den var den danske statskirkes officielle salmebog igennem hele første halvdel af 1800-tallet og blev redigeret af en salmebogskommission ledet af biskop Nicolai Edinger Balle og med deltagelse Werner Abrahamson, Ove Malling, Knud Lyne Rahbek, Edvard Storm og Hans Wilhelm Riber. Rahbek var ansvarlig for salmebogens æstetiske side. Salmebogen var et resultat af et meget grundigt forarbejde herunder udsendelsen af to prøvehæfter, der udsendtes med henblik på "at indhente offentlighedens reaktion."
Bogen erstattede dels sin umiddelbare forgænger Guldbergs salmebog (Psalme-Bog eller En Samling af gamle og nye Psalmer, 1778), dels Pontoppidans salmebog (Den Nye Psalme-Bog, 1740) og Kingos salmebog (Dend Forordnede Ny Kirke-Psalme-Bog, 1699). Sidstnævnte forblev dog i brug på landet igennem årtier efter indførelsen af Evangelisk-kristelig Psalmebog. Den afløstes i 1855 delvis af Psalmebog til Kirke og Huus-Andagt.

## Indhold
Salmebogen består af 560 nummererede salmer uden forfatterangivelse. Den er i stil, form og teologi tydeligt præget af oplysningstiden og ældre salmer af blandt andre Luther, Kingo og Brorson er stærkt bearbejdede for at afpasse dem til en ny tids kirke- og kristendomsforståelse. Salmebogen er udstyret med en "Forerindring", hvori redaktørerne beskriver dens form og formål. Forerindingen slutter med en erklæring om den virkning, redaktørkredsen håber på at se af bogen:
Naar gode Mennesker maae finde Trøst og Glæde i deres Andagt ved Psalmerne, og sand Kristendoms Aand under Guds Velsignelse maa derved forplantes alt mere og mere hos menige Mand, er Hensigten opnaaet, i hvilken Arbeidet blev foretaget og fuldført. Herren give, at Fædrenelandet maa høste Frugt deraf til Sædeligheds, til Ordens, til gavnlig Virksomheds og uskrømtet Menneskekierligheds Befæstning og Forfremmelse igiennem flere Slægts-følger.
Salmebogens tekster er typografisk sat i fortløbende afsnit ikke i strofer – sandsynligvis for at spare plads og dermed gøre bogen billigere at købe for den økonomisk svagtstillede landbefolkning. Den opdragende tilgang, der kommer til udtryk i forerindringen, genfindes mange steder i salmerne. Således fx den salme, der som nummer 560 afslutter salmebogen:
Børne-Psalme
1.O gode Gud! jeg takker dig. En herlig Moder gav du mig, En god, en trofast, Fader! Jeg kiender ikke Livets Vei; Men deres Raad og Lærdom ei Paa Veien mig forlader.
2.O Gud! lad mig betænke ret, Hvad fra mit første Aandedræt Jeg deres Omhu skylder; Da røres jeg saa inderlig, Og Kierlighed til dem og dig Min hele Siel opfylder.
3.Mit rørte Hierte bryder ud i Bøn til dig, algode Gud! Den Svage kan du styrke. Giv! jeg dem lyder redelig! De lære mig at kiende dig, Og trofast dig at dyrke!
4.Løn du dem selv med Miskunhed, Og din Velsignelse udbred Til hvad de foretage; Og lad dem finde Trøst hos dig, Naar Alderdommen nærrmer sig Med skrøbelige Dage!
5.Lad Dydens Glæde, Haab og Roe I deres Hjerter altid boe!. Du stedse hos dem være.' Og naar fra mig du kalder dem, Til gode Sieles rette Hiem, Løn dem med evig Ære.
Stilen er billedfattig, og salmen har et rent pædagogisk sigte. Fremstillingen af troen er formel, ikke rettet imod en religiøs følelse. Barnet, som salmen tildeler ordet, ses først og fremmest som et væsen, der skal opdrages til lydighed imod Gud og forældrene, og som skal lære at ønske vel over forældrenes virke i verden.

## Eftervirkning
Evangelisk-kristelig Psalmebog er en af de primære årsager til Grundtvigs salmedigtning. I sin første salmeudgivelse fra 1811 angiver han selv manglerne ved den autoriserede salmebog som en væsentlig grund til at ønske en ny samling af salmer udgivet, og han vender tilbage til manglerne i Evangelisk-kristelig Psalmebog i anmeldelser i 1825 og 1828. Trods sin modvilje gendigter han dog enkelte af salmerne fra salmebogen i Sang-Værk til den Danske Kirke.
Også B.S. Ingemanns Høimesse-Psalmer til Kirkeaarets Helligdage (1825) lader sig forstå som et forsøg på at fremskrive et alternativ til Evangelisk-kristelig Psalmebog.